# Club Deportivo Alajuela Junior
Para el equipo de fútbol Alajuela Junior de 2012, véase Asociación Deportiva Alajuela Junior
El Club Deportivo Alajuela Junior fue un equipo de fútbol de Costa Rica, con sede en la ciudad de Alajuela. Fue fundado en 1932. Este equipo tuvo el mérito de ser subcampeón nacional de Primera División en 1934 y 1935, se les conocía como los canarios por su uniforme amarillo y blanco.

## Historia
Comenzaba la década de 1930 y en Alajuela había una tercera categoría integrada por un grupo de jóvenes. El padrino del equipo era el doctor Jorge Ruiz quien les suministraba los implementos deportivos para que pudieran jugar.
Ese equipo con el nombre de Alajuelense, ganó el campeonato nacional de tercera división en 1931. Como el club manudo viajó a México, el doctor Ruiz hizo gestiones para que aquella tercera fuera aceptada en la Liga Mayor. Y para probar el potencial del equipo se realizó un juego contra la segunda división del Club Sport La Libertad, a la cual derrotaron 3 por 2. A consecuencia de este partido los entonces directivos de La Liga cesaron al doctor Ruiz del equipo. Pero los jugadores por agradecimiento decidieron hacer un club aparte y así fue como nació el Deportivo Alajuela Junior, el 11 de abril de 1932.

#### Datos del club
- En Primera División: 40 juegos; 14 triunfos, 7 empates y 19 derrotas; 98 goles anotados y 106 recibidos.
- Jugador con más partidos en primera: Mario “Numa” Ruiz con 36.
- Jugador con más goles en primera: Rogelio “Garrobero” Fernández con 10.
- Técnico con más partidos dirigidos: Jorge Ruiz con 31 encuentros.
- Jugadores destacados: Mario Ruiz, Edgar Amador, Rogelio Fernández, Víctor Bustos, Godofredo Ramírez, Carlos Arroyo, Rafael Herra, Aristídes Fernández, Evelio Martínez, Rafael Chavarría, Walter Evans, Mario Montoya.

Ese año el club jugó en la segunda y quedó campeón. En 1933 ascendió a la Liga Nacional de Fútbol donde jugó hasta 1935 y un año después su desaparición del fútbol de Costa Rica.

## Palmarés

### Torneos nacionales
- Tercera División de Costa Rica (1): 1931
- Liga Mayor de Fútbol de Costa Rica (1): 1932
- Subcampeón de la Liga Nacional de Fútbol (2): 1934 1935